# Tommaso De Vivo
Tommaso De Vivo (Orta di Atella, 1790 ca – Napoli, 7 ottobre 1884) è stato un pittore italiano attivo principalmente a Napoli.

## Biografia
Specializzato soprattutto in ritratti di personaggi storici, fu allievo di Vincenzo Camuccini da cui prese ispirazione per i suoi lavori. Mostrò inoltre interesse verso l'Accademia di Francia a Roma e alla pittura francese ispirandosi a Léopold Robert. Studiò principalmente all'Accademia di belle arti di Napoli e nel 1838 fu membro della Congregazione dei Virtuosi al Pantheon.
Insegnò all'Accademia fino al 1861, anno della sua messa a riposo. Visse gli anni dal 1866 alla sua morte in condizione di povertà.